# Deltocephalus campbelli
Deltocephalus campbelli är en insektsart som beskrevs av William Lucas Distant 1918. Deltocephalus campbelli ingår i släktet Deltocephalus och familjen dvärgstritar. Inga underarter finns listade i Catalogue of Life.